# Ravni Del (gmina Vlasotince)
Ravni Del (cyr. Равни Дел) – wieś w Serbii, w okręgu jablanickim, w gminie Vlasotince. W 2011 roku liczyła 134 mieszkańców.